# Manel Royo
Manel Royo Castell (Alcanar, Tarragona, 28 de febrero del 1994) es un futbolista español que juega como lateral izquierdo en el NAC Breda.

## Trayectoria
Es un jugador formado en las categorías inferiores del CD Roda y del Villarreal CF, acabando su etapa juvenil en 2013. Tras salir del cuadro castellonense, se enroló en la Nike Academy de Inglaterra.
En la temporada 2014-15, firma por la UB Conquense de la Segunda División B de España.
En verano de 2015, firma dos temporadas por el Real Valladolid Promesas de la Segunda División B de España.
En la temporada 2017-2018, firma por el RCD Espanyol B de la Segunda División B de España.
Tras comenzar la siguiente temporada sin equipo, en noviembre de 2018 firma por el Barakaldo CF de la Segunda División B de España.
En julio de 2019, firma por el FK Teplice de la Liga de Fútbol de la República Checa.
El 31 de enero de 2020, tras rescindir con el conjunto checo, regresa a España y firma por el CD Ebro de la Segunda División B de España por temporada y media.
El 15 de julio de 2021, firma por la UE Costa Brava de la Primera Federación.
El 19 de julio de 2022, se oficializa su fichaje por el Almere City de la Eerste Divisie, de la segunda división neerlandesa, por dos temporadas.